# Philippe Dreyfus
Philippe Dreyfus (París, 4 de novembre de 1925 - Biarritz, 31 de juliol de 2018) fou un informàtic francès. Va ser director del Centre Nacional de Càlcul Electrònic del Groupe Bull als anys 1950, i vicepresident de Capgemini. És considerat un pioner de la informàtica a França.
Graduat a la 66a promoció de l'ESPCI ParisTech, va ser professor d'Informàtica a la Universitat Harvard, on va participar en el desenvolupament de la primera computadora digital, la Harvard Mark I, i va ser nomenat director del Centre Nacional de Computació de l'empresa Bull.
Encara que etimològicament la paraula «informatik» va ser creada per l'enginyer alemany Karl Steinbuch el 1957, va ser el primer a utilitzar la seva traducció francesa «informatique» des de 1962 per la fundació de la Société d'Informatique Appliquée (SIA). La paraula «informàtica» designa la contracció de les paraules «informació» i «automàtica».
El 1965 va ser nomenat director de CAP Europe, i més tard vicepresident de Cap-Gemini Sogeti el 1975.
El 1990, va inventar el terme «Informativité», informativitat.